# August Hessler
Adolf August Henrik Hessler, född 25 augusti 1891 i Stockholm, död 4 november 1974 i Oscars församling i Stockholm, var en svensk sekreterare.
August Hessler var son till kassadirektören i Stockholms ångfartygs rederi AB Henrik Albert Hessler. Han avlade mogenhetsexamen i Stockholm 1909, utexaminerades från Schartaus handelsinstitut 1910 och avlade kansliexamen vid Stockholms högskola 1914. År 1910 trädde han i tjänst som bibliotekarie hos det nygrundade Sveriges industriförbund, där han från 1917 var sekreterare. Hessler redigerade från 1918 den av förbundet utgivna Svensk industrikalender. Han var även aktiv i redigerandet av Svenska industrien vid kvartsekelskiftet (1925) och Sveriges industri (1936). Han var även aktiv inom industriförbundets övriga verksamhet, sekreterare i Institutet för bekämpande av mutor och bestickning från dess inrättande 1923 och ombudsman i Svenska täck- och madrassfabrikanternas förening från 1942. Han var ledamot av Stockholms stadsfullmäktige 1931–1935, av fastighetsnämnden 1933–1935 och av drätselnämnden 1937–1938 samt blev 1942 ledamot av hyresnämnden och styrelseledamot i Stockholms fastighetsägarförening 1944. Från 1926 tillhörde han styrelsen för Stockholmshögerns förbund. Hessler är begravd på Norra begravningsplatsen utanför Stockholm.